# División de Honor Andaluza 2024-25
La temporada 2024-25 de la División de Honor Andaluza de fútbol corresponde a la novena edición de este campeonato que ocupa el sexto nivel en el sistema de ligas de fútbol de España en Andalucía. Comenzó el 15 de septiembre de 2024 y finalizó el 4 de mayo de 2025.

## Sistema de competición
La liga consta de 32 clubes distribuidos por proximidad geográfica en dos grupos de 16 equipos, en el grupo 1 se incluyen los equipos de las provincias de Cádiz, Córdoba, Huelva y Sevilla; mientras que en el grupo 2 se incluyen los equipos de las provincias de Almería, Granada, Jaén y Málaga. Los tres primeros clasificados de cada grupo ascienden directamente a Tercera Federación.
Los cuatro últimos clasificados de cada grupo descienden directamente a Primera Andaluza.
Los clasificados entre el cuarto y el séptimo lugar se clasifican a la Copa Andalucía.
En el Grupo I tras la jornada 21 se retiró de la competición la U. D. Algaida.
En el Grupo II el Vélez C. F. no pudo iniciar la competición y tras dos incomparecencias fue expulsado.

## Clasificaciones

### Grupo I
| Pos. | Equipo                       | Pts. | PJ | G  | E  | P  | GF | GC | Dif. |                                          |
| ---- | ---------------------------- | ---- | -- | -- | -- | -- | -- | -- | ---- | ---------------------------------------- |
| 1    | Chiclana C. F. (C, A)        | 62   | 30 | 19 | 5  | 6  | 59 | 25 | +34  | Ascenso a Tercera Federación             |
| 2    | Castilleja C. F. (A)         | 60   | 30 | 17 | 9  | 4  | 48 | 18 | +30  | Ascenso a Tercera Federación             |
| 3    | Dos Hermanas C. F. 1971 (A)  | 59   | 30 | 18 | 5  | 7  | 55 | 28 | +27  | Ascenso a Tercera Federación             |
| 4    | Atlético Palma del Río C. F. | 55   | 30 | 16 | 7  | 7  | 42 | 28 | +14  | Copa Andalucía                           |
| 5    | U. B. Lebrijana              | 54   | 30 | 16 | 6  | 8  | 47 | 27 | +20  | Copa Andalucía                           |
| 6    | U. D. Los Barrios            | 53   | 30 | 15 | 8  | 7  | 47 | 32 | +15  | Copa Andalucía                           |
| 7    | Montilla C. F.               | 46   | 30 | 13 | 7  | 10 | 39 | 37 | +2   | Copa Andalucía                           |
| 8    | San Fernando C. D. I. "B"    | 44   | 30 | 12 | 8  | 10 | 41 | 36 | +5   |                                          |
| 9    | C. D. Cabecense              | 43   | 30 | 13 | 4  | 13 | 35 | 36 | −1   |                                          |
| 10   | U. P. Viso                   | 41   | 30 | 11 | 8  | 11 | 25 | 39 | −14  |                                          |
| 11   | C. D. Rociana (D)            | 38   | 30 | 11 | 5  | 14 | 39 | 57 | −18  | Descenso a Primera Andaluza por arrastre |
| 12   | Cádiz C. F. "C" (D)          | 37   | 30 | 9  | 10 | 11 | 39 | 40 | −1   | Descenso a Primera Andaluza por arrastre |
| 13   | Isla Cristina F. C. (D)      | 37   | 30 | 10 | 7  | 13 | 37 | 42 | −5   | Descenso a Primera Andaluza              |
| 14   | Almodóvar del Río C. F. (D)  | 15   | 30 | 5  | 2  | 23 | 23 | 71 | −48  | Descenso a Primera Andaluza              |
| 15   | Ayamonte C. F. (D)           | 13   | 30 | 4  | 4  | 22 | 28 | 87 | −59  | Descenso a Primera Andaluza              |
| 16   | U. D. Algaida (D)            | 0    | 0  | 0  | 0  | 0  | 0  | 0  | 0    | Descenso a Primera Andaluza              |

Actualizado a los partidos jugados el 4 de mayo de 2025.
 Fuente: RFAF

### Grupo II
| Pos. | Equipo                         | Pts. | PJ | G  | E  | P  | GF | GC | Dif. |                              |
| ---- | ------------------------------ | ---- | -- | -- | -- | -- | -- | -- | ---- | ---------------------------- |
| 1    | C. D. Alhaurino (A)            | 57   | 28 | 17 | 6  | 5  | 44 | 19 | +25  | Ascenso a Tercera Federación |
| 2    | Churriana de la Vega C. F. (A) | 53   | 28 | 16 | 5  | 7  | 57 | 29 | +28  | Ascenso a Tercera Federación |
| 3    | U. D. San Pedro (A)            | 52   | 28 | 16 | 5  | 7  | 48 | 26 | +22  | Ascenso a Tercera Federación |
| 4    | C. D. Cantoria 2017            | 49   | 28 | 15 | 4  | 9  | 44 | 28 | +16  | Copa Andalucía               |
| 5    | Loja C. D.                     | 44   | 28 | 13 | 5  | 10 | 34 | 32 | +2   | Copa Andalucía               |
| 6    | C. D. Atlético de Marbella     | 42   | 28 | 10 | 12 | 6  | 34 | 35 | −1   | Copa Andalucía               |
| 7    | U. D. Maracena                 | 40   | 28 | 12 | 4  | 12 | 35 | 34 | +1   | Copa Andalucía               |
| 8    | Villacarrillo C. F.            | 39   | 28 | 11 | 6  | 11 | 40 | 36 | +4   |                              |
| 9    | C. D. Benagalbón               | 36   | 28 | 10 | 7  | 11 | 42 | 38 | +4   |                              |
| 10   | Cuevas C. F.                   | 36   | 28 | 10 | 7  | 11 | 35 | 39 | −4   |                              |
| 11   | Alhaurín de la Torre C. F.     | 32   | 28 | 10 | 2  | 16 | 36 | 53 | −17  |                              |
| 12   | C. D. Casabermeja              | 31   | 28 | 8  | 7  | 13 | 33 | 46 | −13  |                              |
| 13   | C. D. Rincón (D)               | 29   | 28 | 7  | 8  | 13 | 30 | 45 | −15  | Descenso a Primera Andaluza  |
| 14   | Atarfe Industrial C. F. (D)    | 22   | 28 | 5  | 7  | 16 | 22 | 45 | −23  | Descenso a Primera Andaluza  |
| 15   | Celtic C. F. Pulianas (D)      | 19   | 28 | 4  | 7  | 17 | 23 | 52 | −29  | Descenso a Primera Andaluza  |

Actualizado a los partidos jugados el 4 de mayo de 2025.
 Fuente: RFAF